# Dragutin Domjanić
Dragutin Milivoj Domjanić (Krči, Adamovec, 1875. szeptember 12. – Zágráb, 1933. június 7.), horvát író és költő, műfordító, akadémikus, a Matica hrvatska elnöke.

## Élete
Dragutin Domjanić a Szeszvete melletti, ma Adamovechez tartozó, prigorjei Krči falucskában született Milivoj és Zorica Domjanić gyermekeként. A keresztségben a kor nemesi divatja szerint Karlo Milivoj Ivan Franjo Ladislav nevet kapta. 1881-től Zágrábban végezte el az elemi iskolát, majd a zágrábi Klasszikus Gimnáziumba járt, ahol 1893-ban végzett. Mindössze 16 éves volt, amikor német nyelvből kezdett fordítani romantikus történeteket, 1892-ben pedig Milivoj néven publikálta első költeményét. Költeményei a „Vijenac”, a „Hrvatski salon”, a „Nada”, a „Život”, a „Savremenik”, és a „Prosvjeta” című folyóiratokban jelentek meg.  A Zágrábi Egyetemen szerzett jogi diplomát 1898-ban, majd 1899-ben ugyanitt doktorált. Később a zágrábi Báni ítélőszék bírája és tanácsosa lett. A horvát irodalomban 1909-ben što nyelvjárában írt „Pjesme” című versgyűjteményével jelent meg. 1919-től a Jugoszláv Tudományos és Művészeti Akadémia (JAZU) tagja és 1921 és 1926 között a Matica hrvatska elnöke volt. Világhírű költők (Goethe, Heine, Verlaine stb.) műveit fordította horvátra. A horvát modernizmuson belüli „öregek” és „fiatalok” harcában a „fiatalok” oldalán állt. 

## Munkássága
Leghíresebb művei: „Kipci i popevke” (Szobrok és dalok), „Fala” (Köszönöm!) és a „Popevke sam slagal” (Dalokat komponáltam), melyeket Vlaho Paljetak zenésített meg. Más horvát zeneszerzők, például Emil Cossetto, Igor Kuljerić és Ivana Lang is komponáltak Domjanić számos versére. Kevéssé ismert, hogy Vujec Grga álnéven ő a szerzője a „Petrica Kerempuh i spametni osel” (Petrica Kerempuh és az okos szamár) című bábjátéknak (1921) is, amelyben kritikusan és szatirikusan írja le az 1920-as évek horvát értelmiségét. Ő volt az első író a horvát irodalomban, aki teljesebb és művészileg érettebb módon érte el a kaj nyelvjárás kifejezésének dallamát és ritmikusságát.
Legjobb verseiben sikerült összhangba hoznia a szubjektív költői gondolkodást az atmoszférával és a nyelvvel, teljes mértékben érzékeltetve a századelő modernizmusára jellemző impresszionista költészetnek megfelelően a szín, a hang, a dallam és a festőiség kifejezését és érzetét. Énekelt a szerelemről, az arisztokrata otthonok meghittségéről és a parkokról, az elmúlt napok márkinéiról és lovagjairól. Domjanić művei révén félti a jelen keménységét, gyászolja a haldokló világot, bizalmatlan az újjal szemben. A múlt iránti szeretet Domjanićot anyanyelve, kaj nyelvjárás felé terelte. Leghíresebb művei szintén kaj nyelvjárásban íródtak. Idilli, szentimentális és rezignált szövegei egyaránt gazdagok festőiségben és zeneiségben. Lírai érdeklődésének és stílusmodelljének jegyében számos irodalmi kritikát és prózákat is írt. 

## Főbb művei
- Pjesme (1909)
- Kipci i popevke (1917)
- Vu suncu i senci (1927)
- Po dragomu kraju (1933)

## Emlékezete
Több oktatási és kulturális intézmény és rendezvény viseli a nevét:
- Dragutin Domjanić Általános Iskola, Zágráb
- Dragutin Domjanić Általános Iskola, Szentivánzelina
- Dragutin Domjanić, kortárs kaj költészeti szemle, Szentivánzelina
- Dragutin Domjanić Gyermek Kaj Versfesztivál, Szentivánzelina
- Dragutin Domjanić Kulturális és Művészeti Társaság, Adamovec

## Fordítás
Ez a szócikk részben vagy egészben  a   Dragutin Domjanić című horvát Wikipédia-szócikk ezen változatának fordításán alapul.  Az eredeti cikk szerkesztőit annak laptörténete sorolja fel. Ez a jelzés csupán a megfogalmazás eredetét és a szerzői jogokat jelzi, nem szolgál a cikkben szereplő információk forrásmegjelöléseként.